# 四花薹草
四花薹草（学名：Carex quadriflora）是莎草科薹草属的植物。分布在朝鲜、俄罗斯以及中国大陆的辽宁、河北、黑龙江等地，生长于海拔800米至1,400米的地区，多生长在山坡柞树及红松林下，目前尚未由人工引种栽培。